# Ла Бедуайер, Шарль Юше
Шарль-Анжели́к-Франсуа Юше́, граф де Лабедуайе́р (фр. Charles Angélique François Huchet de La Bédoyère, 17 апреля 1786, Париж — 19 августа 1815, Vaugirard, Сена) — бригадный генерал Первой империи, адъютант и спутник Наполеона при Ватерлоо.

## Биография
В 20 лет поступил на военную службу. В 1806—1807 годах участвовал в войнах с Россией в Польше и Пруссии и был назначен адъютантом к маршалу Ланну. В 1808 году сражался в Испании и был ранен при Туделе.
Выздоровев, в 1809 году находился в штабе принца Евгения Богарне и за отличие был назначен командиром 112-го линейного полка.
В 1813 году отличился при Люцене и Бауцене и был ранен при Кольберге.
После первого отречения Наполеона и реставрации Бурбонов Лабедуайер снова вступил в армию: ему был пожалован орден Святого Людовика и он был отправлен в Гренобль командовать 7-м линейным полком.
В марте 1815 года, когда император вернулся с Эльбы, Лабедуайер примкнул к нему с частью своего полка и своим примером увлёк всю армию. Он был назначен бригадным генералом и включен в число пэров Франции.
Сражался в битве при Ватерлоо в качестве генерал-адъютанта императора. Затем поспешил в Париж, где на заседании палаты пэров 22 июня резко возражал против Бурбонов, отстаивая наследственные права Наполеона II. После второй реставрации Лабедуайер намеревался бежать в Америку (министр полиции Фуше выдал ему паспорт, чтобы он выехал в Швейцарию), однако вернулся в Париж, чтобы участвовать в заговоре против Бурбонов. 2 августа 1815 года генерал был арестован, предан военному суду и, несмотря на защиту Бенджамена Констана, осуждён и расстрелян, проявив при расстреле необычайную твёрдость. Похоронен на кладбище Пер-Лашез. Наполеон завещал детям Лабедуайера 150 000 франков.
Награды:
- Орден Почётного легиона[6]
  - офицер (21 июня 1813)
  - легионер (23 июня 1809)
- Орден Железной короны (11 августа 1809)[7]
- Орден Святого Людовика (1814)[8]

## Образ в искусстве
- «За императора» / Pour l'empereur (Франция, 1911), режиссёры Андре Кальметт, Анри Пукталь[фр.]. В роли Лабедуайера снялся сам Кальметт.
- В советско-итальянском художественном фильме «Ватерлоо» (1970, режиссёр С. Ф. Бондарчук) образ Лабедуайера создал французский актёр Филип Форке[англ.].